# 並木徳之
並木 徳之（なみき のりゆき、1955年11月 - ）は、日本の薬剤師、薬学者（医療薬学・臨床製剤学）。学位は博士（薬学）（東京薬科大学・1998年）。帝京平成大学薬学部教授、静岡県立大学名誉教授。
東京慈恵会医科大学附属病院薬局職員、東京慈恵会医科大学附属第三病院薬剤部職員、静岡県立大学薬学部教授などを歴任した。

## 概要
医療薬学や臨床製剤学を専攻する薬学者である。菓子様製剤、口腔内崩壊錠、プレミクスト注射剤などの製剤化の研究で知られる。東京慈恵会医科大学に薬剤師として勤務したのち、静岡県立大学、帝京平成大学、などで教鞭を執り、後進の育成に努めた。

## 来歴

### 生い立ち
1955年生まれ。東京薬科大学に進学し、薬学部の薬学科にて薬学を学んだ。1979年3月、東京薬科大学を卒業した。なお、後年になって、東京薬科大学より博士（薬学）の学位を授与された。

### 薬剤師、研究者として
大学卒業後は、1979年4月より東京慈恵会医科大学の附属病院の薬局に勤務した。1991年10月、同じく東京慈恵会医科大学の附属機関である附属第三病院に転勤し、薬剤部に配属された。なお、2004年4月からは、東京慈恵会医科大学附属第三病院の安全推進室にも兼務した。
2008年4月、静岡県立大学に転じ、薬学部の教授に就任した。薬学部においては、主として薬学科の講義を担当し、臨床薬学大講座の実践薬学分野を受け持った。また、静岡県立大学の大学院では、薬学研究科の教授を兼務した。2012年、薬学研究科が生活健康科学研究科と統合され、2研究院1学府に再編されたことにともない、新設された薬学研究院の教授を引き続き兼務した。大学院においては、主として薬食生命科学総合学府の講義を担当し、実践薬学教室を受け持った。退職後、静岡県立大学より名誉教授の称号を授与されている。
2021年4月、帝京平成大学に転じ、薬学部の教授に就任した。薬学部においては、渡辺達也や山本佳久とともに物理薬剤学ユニットを受け持った。

## 研究
専門は薬学であり、特に医療薬学や臨床製剤学といった分野の研究に取り組んでいる。具体的には、菓子様製剤、口腔内崩壊錠、プレミクスト注射剤などの製剤化や臨床評価に取り組んでいる。また、医療費原価分析に基づいた製剤化や、ジェネリック医薬品の臨床評価にも取り組んでいる。また、コスメティックな領域の製剤化にも取り組んでいる。
製剤の匂いを変えれば同一の味でも苦みを軽減させることができる、と提唱した先駆者の一人として知られている。患者にとって服用しやすい製剤の開発に取り組み、口腔内ですぐに溶け容易に服用できる錠剤や、苦みのある薬の服用時の負担を軽減するグミ製剤など、さまざまな研究成果を発表した。これらの業績が評価され、日本薬剤学会から「製剤の達人」の称号を授与された。
学術団体としては日本薬剤学会、日本薬学会、日本医療薬学会などに所属している。

## 人物
薬剤師として、また、薬学者として「患者さんに優れた製剤と薬物治療を提供する」を理念として掲げていた。

## 略歴
- 1955年 - 誕生。
- 1979年 - 東京薬科大学薬学部卒業。
- 1979年 - 東京慈恵会医科大学附属病院薬局入局。
- 1991年 - 東京慈恵会医科大学附属第三病院薬剤部配属。
- 2004年 - 東京慈恵会医科大学附属第三病院安全推進室（兼務）。
- 2008年 - 静岡県立大学薬学部教授。
- 2008年 - 静岡県立大学大学院薬学研究科教授（兼務）。
- 2012年 - 静岡県立大学大学院薬学研究院教授（兼務）。
- 2021年 - 帝京平成大学薬学部教授。

## 賞歴
- 2014年 - 製剤の達人。

## 門下生
- 柏倉康治[14]
- 三浦基靖[15]